# Reno 911!
Reno 911!  es una serie de televisión estadounidense  de Comedy Central que se extendió desde 2003 a 2009. Se trata de una parodia de estilo documental que muestra la ley de aplicación, específicamente COPS, con actores cómicos actuando como  policías. La mayoría del material se improvisa, utilizando un esquema general, y con el material de secuencias de comandos mínimos. La serie dio lugar a una película, Reno 911!: Miami, con el mismo elenco.

## Premisa

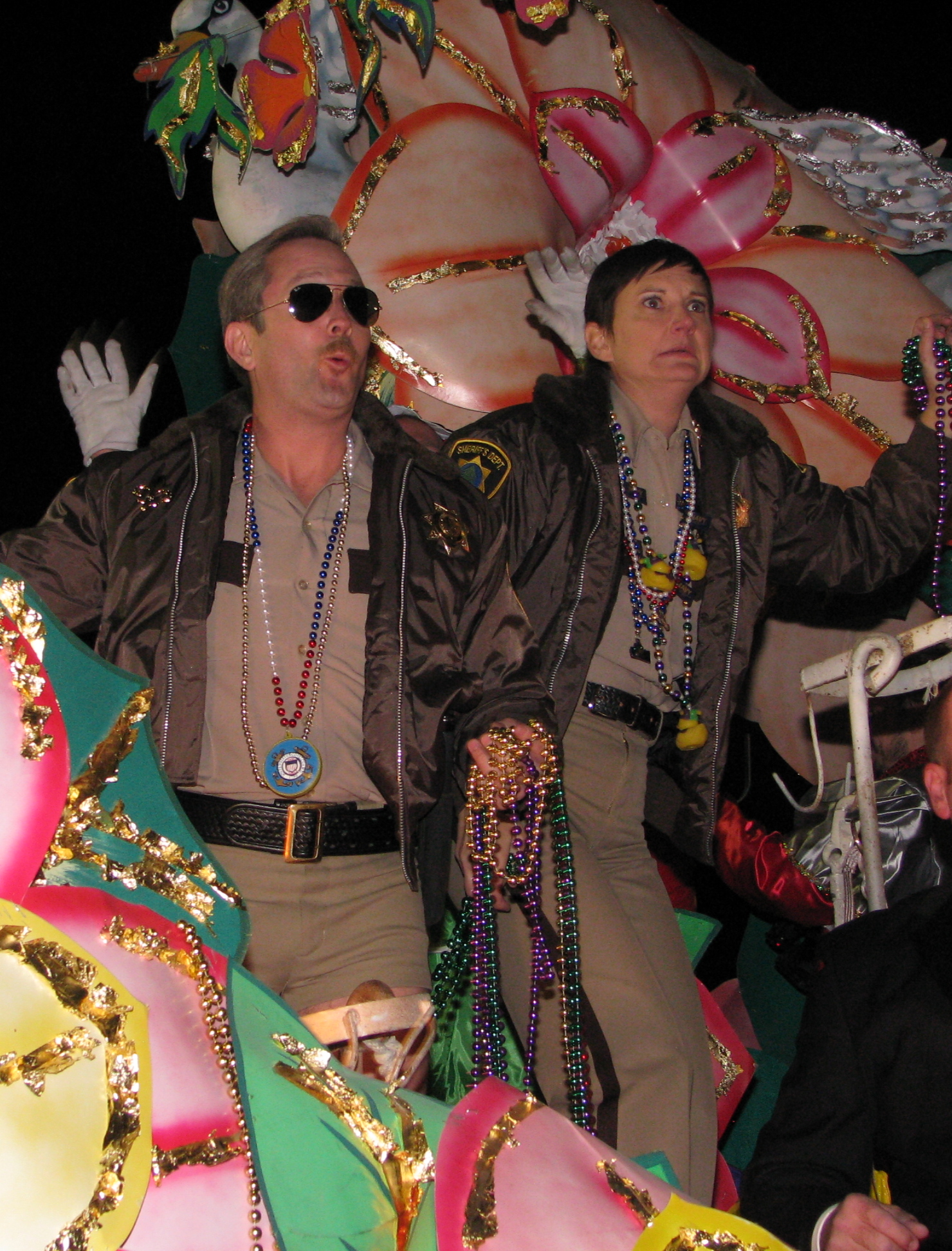
Lennon y Kenney-Silver actuando en Mardi Gras

La parodia es una sátira del programa COPS de FOX, que sigue a los oficiales reales de la policía a través de sus tareas diarias (a menudo persiguiendo a los criminales y que intervienen en los conflictos internos). Reno 911! muestra a los oficiales del Departamento de Policía de Reno, donde los oficiales son filmados  en el ejercicio de sus funciones. La serie se centra en gran medida de lo políticamente incorrecto, incluyendo varios chistes sobre la raza, orientación sexual, abuso de drogas  el alcohol, la violación, y así sucesivamente.